# Chantelle Paige
Chantelle Paige, född 3 februari 1988 i Los Gatos, San Francisco Bay Area i Kalifornien, uppväxt i Nashville i Tennessee, är en amerikansk singer-songwriter och skådespelare. Hon var tidigare medlem i R&B- och rappgruppen Flipsyde.

## Diskografi
Studioalbum med Flipsyde
- 2009 – State of Survival

EPs (solo)
- 2005 – Like This
- 2010 – The Beautiful Minds
- 2018 – Getaway